# Aartsbisdom Fianarantsoa
Het aartsbisdom Fianarantsoa (Latijn: Archidioecesis Fianarantsoaensis) is een rooms-katholiek aartsbisdom dat gelegen is in Madagaskar en zijn hoofdzetel heeft in de gelijknamige stad.

## Geschiedenis
Op 10 mei 1913 werd het aartsbisdom als een apostolisch vicariaat gesticht door paus Pius X door afsplitsing van het aartsbisdom Antananarivo. In 1955 werd het verheven tot een bisdom door paus Pius XII met de apostolische constitutie Dum tantis. Het was een suffragaan bisdom ten opzichte van het aartsbisdom Antananarivo. Drie jaar later kreeg het onder paus Johannes XXIII de promotie tot aartsbisdom.

## Kerkprovincie
De aartsbisschop van Fianarantsoa is metropoliet van de kerkprovincie met de volgende bisdommen:
- bisdom Ambositra
- bisdom Farafangana
- bisdom Ihosy
- bisdom Mananjary

## Lijst van aartsbisschoppen van Fianarantsoa
- Xavier Ferdinand Thoyer: 1958–1962
- Gilbert Ramanantoanina: 1962–1991
- Philibert Randriambololona: 1992–2002
- Fulgence Rabemahafaly: sinds 2002